# Arenga
Arenga Labill. ex DC., 1800 è un genere di piante della famiglia Arecaceae (o Palmae), native delle regioni tropicali dell'Asia meridionale e del Sud-Est asiatico.

## Descrizione
Comprende palme generalmente di dimensioni piccole o medie, alte da 2 a 20 m e con foglie lunghe da 2 a 12 m.

## Tassonomia
Comprende le seguenti specie:
- Arenga australasica (H.Wendl. & Drude) S.T.Blake ex H.E.Moore
- Arenga brevipes Becc.
- Arenga caudata (Lour.) H.E.Moore
- Arenga distincta Mogea
- Arenga engleri Becc.
- Arenga hastata (Becc.) Whitmore
- Arenga hookeriana (Becc.) Whitmore
- Arenga listeri Becc. ex Oliv.
- Arenga longicarpa C.F.Wei
- Arenga longipes Mogea
- Arenga micrantha C.F.Wei
- Arenga microcarpa Becc.
- Arenga mindorensis Becc.
- Arenga obtusifolia Mart.
- Arenga pinnata (Wurmb) Merr.
- Arenga plicata Mogea
- Arenga porphyrocarpa (Blume ex Mart.) H.E.Moore
- Arenga retroflorescens H.E.Moore & Meijer
- Arenga ryukyuensis A.J.Hend.
- Arenga talamauensis Mogea
- Arenga tremula (Blanco) Becc.
- Arenga undulatifolia Becc.
- Arenga westerhoutii Griff.
- Arenga wightii Griff.